# George Rodger
George Rodger (Hale, 19 de marzo de 1908 - Ashford, Kent, 24 de julio de 1995) fue un fotoperiodista inglés, cofundador de la Agencia Magnum.
Rodger estudió en la escuela de San Bees, donde se unió a la Marina Mercante británica y navegó alrededor del mundo a finales de los años 20. Durante la vuelta al mundo, Rodger escribió notas sobre sus viajes y pensó fotografías para ilustrar su cuaderno de viaje. En 1936 regresa a Gran Bretaña, y en Londres encuentra su primer trabajo como fotógrafo en la BBC, hasta que en 1938 empieza a trabajar para la Agencia Black Star.
Durante la Segunda Guerra Mundial, Rodger fue el único fotógrafo independiente británico que pudo tomar fotografías de la liberación de los campos de concentración, realizando una dura crónica de guerra. Rodger fue el primer fotógrafo en entrar en el campo de concentración de Bergen-Belsen en 1945. Sus fotografías de los supervivientes y de las pilas de cuerpos muertos fueron publicadas en Life y en Time y sirvieron para mostrar la realidad de los campos de concentración, los campos de la muerte. 
Sus fotografías del Blitz le dio fama para tener un trabajo como corresponsal de guerra en Life. Él cubrió las guerras del Oeste de África y el fin de ella, siguiendo la independencia aliada de Francia, Bélgica y Holanda.
Para Rodger, las guerras se convirtieron en una experiencia traumática no pudiendo volver a trabajar como
corresponsal de guerra. Dejó Life y viajó por África y Oriente Medio, evadiéndose de la sociedad occidental. En 1947, Rodger funda junto a Robert Capa, David Seymour y Henri Cartier-Bresson la Agencia Magnum, trabajando durante más de 30 años como freelance, haciendo expediciones y fotografiando gente y paisajes de África. Gran parte de las fotografías de Rodger sobre África fueron publicadas en National Geographic.